# Francesco Stefani
Francesco Stefani, alternativ Franz Stefani, (* 25. Januar 1923 in Offenburg; † 11. November 1989 in München) war ein Filmregisseur.

## Leben
Stefani lebte in der Bundesrepublik Deutschland und arbeitete in den 1950er Jahren vorwiegend an Kinderfilmproduktionen. Bekannt wurde er mit dem Film Das singende, klingende Bäumchen, für den er als Gast bei der DEFA (DDR) Regie führte. Von 1964  bis 1988 arbeitete er als Regisseur und Redakteur für das Bayerische Fernsehen.
1980 erhielt er das Bundesverdienstkreuz am Bande, 1983 den Bayerischen Verdienstorden.

## Filme
- 1950: Bustelli – ein Spiel in Porzellan (Darsteller)
- 1952: Zwerg Nase (Regie)
- 1956: Max und Moritz (Regie)
- 1957: Das singende, klingende Bäumchen (Regie)
- 1958: Der schwarze Blitz (Darsteller)
- 1963: Mit Karl May im Orient (Regie)